# Chiesa di San Domenico (Rieti)
La chiesa di San Domenico è una delle più importanti chiese della diocesi di Rieti; sorge in Rieti, in piazza Beata Colomba.

## Storia

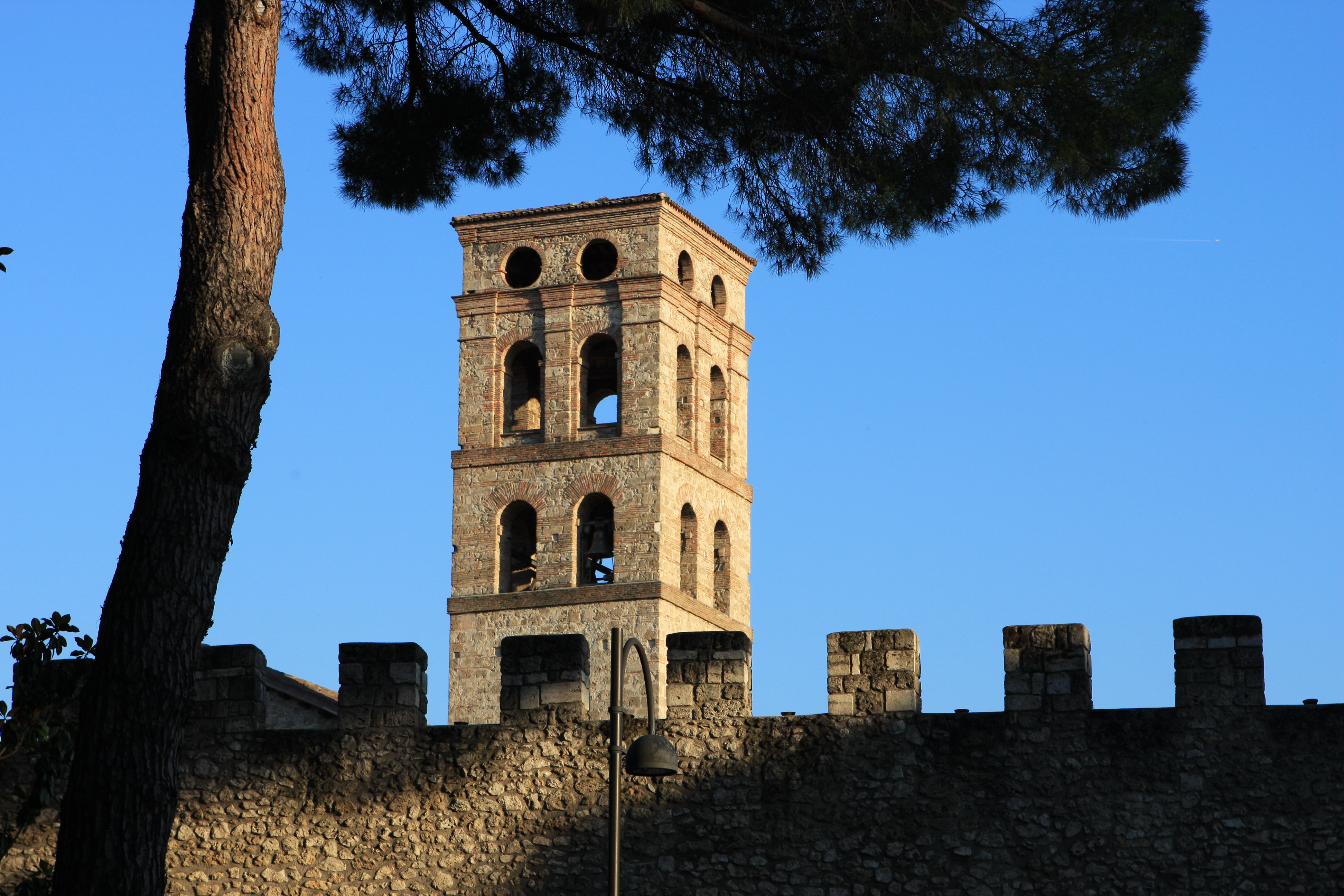
Il campanile di San Domenico, fotografato da Piazza Marconi, spunta da dietro le mura medievali

Il 13 luglio 1234, nella Cattedrale di Santa Maria Assunta di Rieti, papa Gregorio IX aveva canonizzato san Domenico di Guzmán. In quel periodo, in cui Rieti godeva di prosperità economica ed il Papa frequentemente faceva del Palazzo Vescovile la sua sede, furono erette in città anche le chiese degli altri ordini mendicanti: Sant'Agostino e San Francesco.
La chiesa di San Domenico fu iniziata nel 1266 dai frati domenicani, che abitavano in Rieti già dal 1263 celebrando nella chiesa dei Santi Apostoli, molto legati alla città nella quale san Domenico fu canonizzato; il relativo convento fu dichiarato formalmente eretto nel 1268.
Molti pittori del centro Italia affrescarono per tutto il Trecento le pareti e le cappelle. Con l'avvento del Barocco si costruirono gli altari gentilizi che portarono alla intonacatura delle cappelle con la conseguente ricopertura di parte degli affreschi. Il campanile attuale risale al 1642.
Successivamente la chiesa cadde in uno stato di degrado e incuria, tanto che a fine Settecento si pensò alla sua demolizione; ma fortunatamente questa non avvenne e la chiesa fu restaurata e abbellita. Nel 1810 l'invasione napoleonica causò la soppressione dei conventi ed i domenicani furono cacciati fino alla restaurazione. Ma nel 1862, con l'Unità d'Italia, i frati furono cacciati definitivamente dal convento e la chiesa fu sconsacrata. L'intero complesso fu adibito a caserma, e nella chiesa venne ricavata la scuderia. All'inizio del Novecento la chiesa fu scorporata dalla caserma e divenne sede di una segheria, per poi essere completamente abbandonata negli anni successivi. Nel corso del secolo diverse opere di pregio vennero asportate dalla chiesa per permetterne una migliore conservazione: è il caso dell'altare, che fu trasferito nella chiesa di San Pietro Apostolo, e degli affreschi di Liberato di Benedetto, che negli anni Sessanta furono distaccati e trasportati al Museo civico. Il convento è ancora oggi parte dell'area militare della caserma Attilio Verdirosi e pertanto non accessibile al pubblico.
Negli anni novanta la caparbietà del parroco di Santa Lucia, don Luigi Bardotti, ha permesso di concentrare molti fondi pubblici e privati sul restauro della chiesa, che con il terremoto del 1979 aveva perso anche il tetto ed era invasa dalle erbacce. In seguito agli interventi di restauro (i più importanti furono la ricostruzione del tetto tramite venti capriate in legno e il consolidamento del campanile) la chiesa è stata riconsacrata nel 1999. Nel 2008 la chiesa è stata arricchita con l'installazione del Pontificio organo Dom Bedos-Roubo Benedetto XVI.

## Descrizione

### Esterno
All'esterno la struttura è semplice, le facciate sono formate da blocchi di travertino. Su quella principale si apre il portone d'ingresso in legno, sormontato da un arco a tutto sesto e da un timpano, ai lati del quale si aprono due piccole finestre. Fino alla fine del '700 sopra tale portale si apriva un rosone, al posto del quale oggi è visibile un ampio finestrone. Si affaccia sulla piccola Piazza Beata Colomba.

### Interno

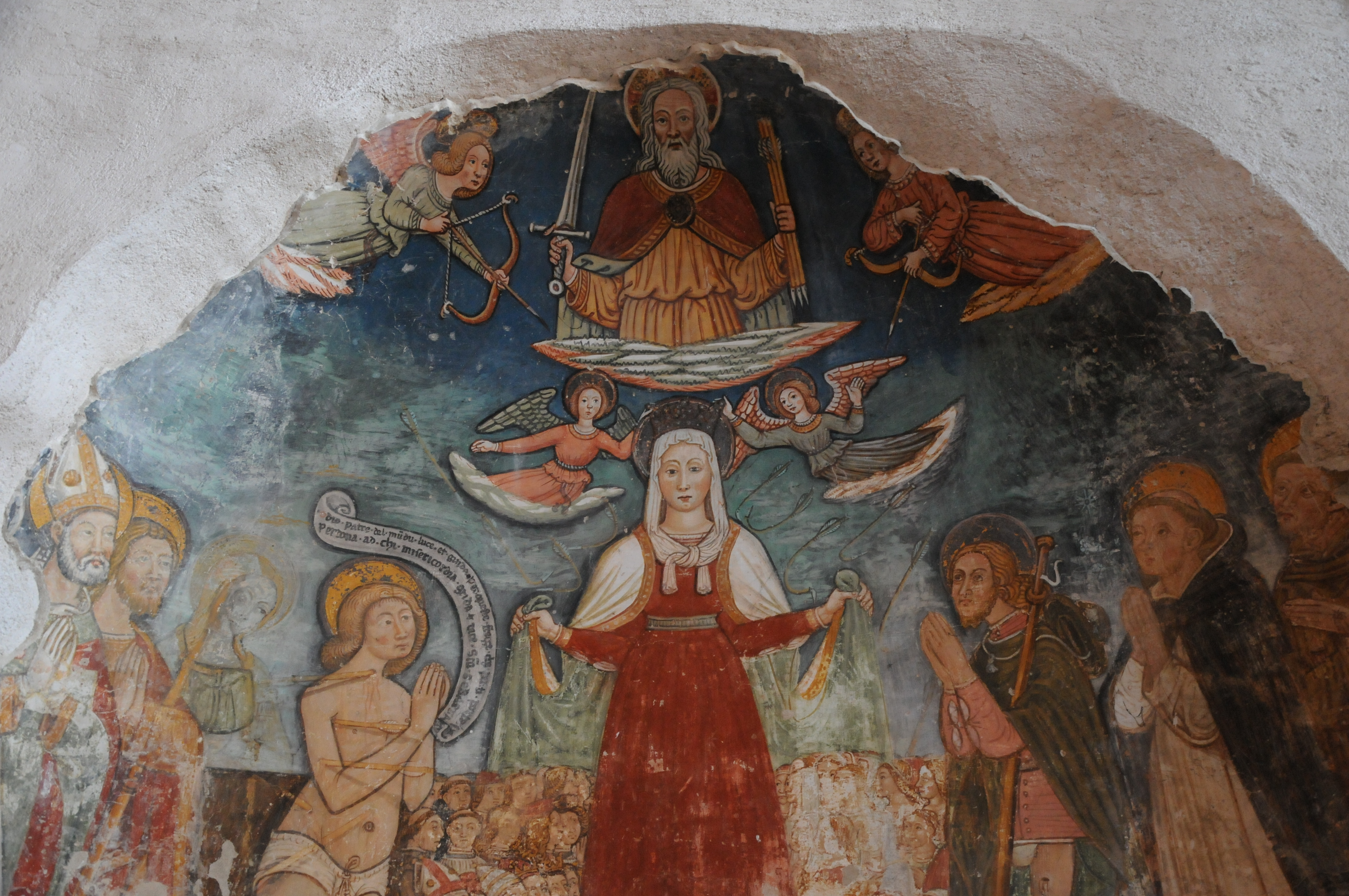
Affresco all'interno della chiesa

L'interno è costituito da un'unica e ampia navata. Gli anni di abbandono hanno causato la perdita della quasi totalità delle decorazioni, tanto che le pareti sono intonacate di bianco; tuttavia in alcuni punti, grazie al restauro, sono ancora visibili le pitture originali, tra cui l'affresco Storie di un Santo e di una Santa nella cappella Alemanni, attribuito a Liberato da Rieti e risalente al 1441 circa. Sulla parete di fondo della cappella della famiglia Grimaldi era presente un altro affresco di Liberato, Crocifissione e Strage degli Innocenti, che riporta la sua firma e la data del 1º maggio 1441; fu riscoperto casualmente nel 1924, dietro una parete che chiudeva la cappella (murata forse nel tardo Cinquecento). A causa dello stato di degrado in cui versava la chiesa, nel 1966 l'affresco venne strappato dalla parete e riportato su tela; da allora è conservato al Museo civico di Rieti.
Nella chiesa trova spazio il monumentale organo Dom Bedos-Roubo, organo simil classico francese costruito dall'organaro Bartolomeo Formentelli, il cui progetto si basa su due trattati del 1760 e che con le sue 4040 canne e la mostra di 32 piedi è uno fra i più grandi d'Europa.

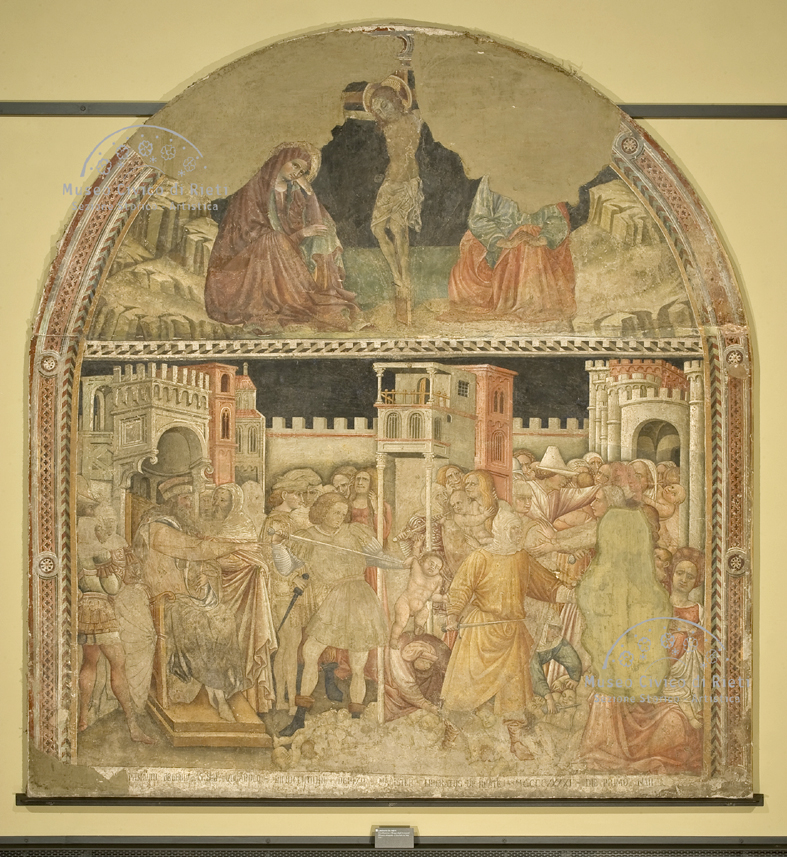
Liberato da Rieti, Crocifissione e Strage degli Innocenti (1441), Museo civico di Rieti

### Convento
Il complesso comprende sin dall'inizio anche il convento di San Domenico, che dal 1862 fa parte della Caserma Attilio Verdirosi e non è normalmente visitabile. Si sviluppa intorno al chiostro della Beata Colomba, un chiostro sistemato con giardino all'italiana al centro del quale si trova un pozzo, e circondato al piano terra da un portico. Le pareti del portico sono decorate con delle lunette che rappresentano storie della vita della beata Colomba da Rieti.

### Oratorio di San Pietro martire

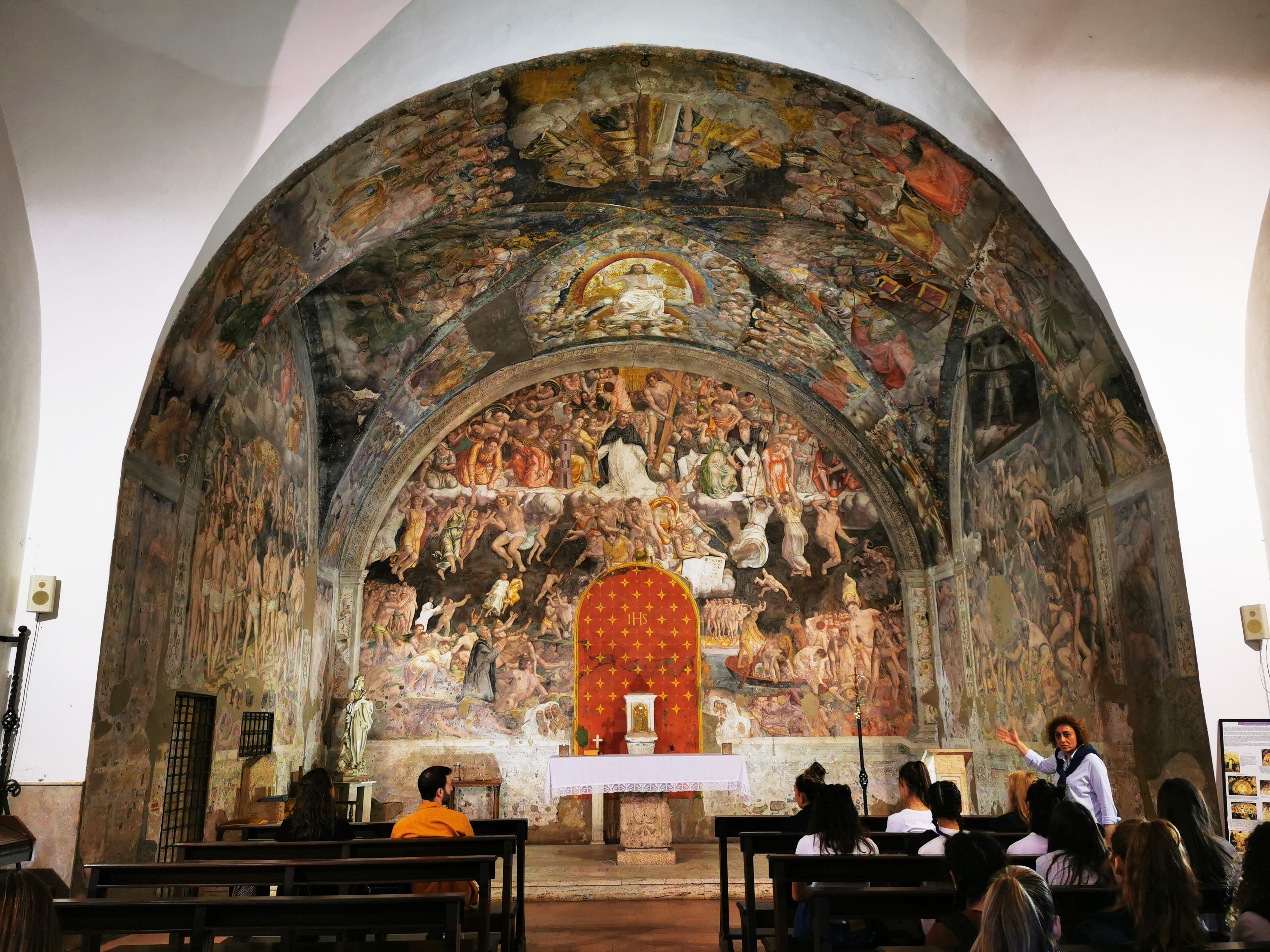
Fratelli Torresani, Giudizio Universale (1552-1554)

All'interno del convento, sul lato meridionale del chiostro, si trova l'Oratorio di San Pietro martire. In questa piccola cappella era stanziata la Confraternita di San Pietro martire (detta anche Confraternita dei Mercanti), fino a quando nel 1576 essa si trasferì nella chiesa di San Pietro Martire (che prese tale nome proprio con il loro arrivo, mentre in precedenza era nota come San Matteo all'Yscla); nel trasloco la confraternita portò via anche il portale in pietra del 1546, che originariamente ornava l'oratorio e oggi costituisce l'ingresso della chiesa.
L'oratorio ospita un affresco di grande valore artistico, raffigurante il Giudizio Universale, opera dei fratelli veronesi Lorenzo e Bartolomeo Torresani. L'affresco risale al periodo 1552-1554; nel 1574 fu messo sotto accusa dal visitatore apostolico monsignor Pietro da Camaiano, che chiedeva la cancellazione delle nudità dall'affresco, ma venne salvato grazie all'opposizione dei Domenicani.
L'attribuzione dell'affresco è stata a lungo incerta: tra le varie ipotesi avanzate, Andrea Pozzi - che lo restaurò nell'Ottocento - lo considerò opera dei migliori allievi della scuola di Raffaello (e ritenne che in un angolo del dipinto si potesse scorgere l'effigie della Fornarina). Il dibattito si concluse all'inizio del Novecento quando Angelo Sacchetti Sassetti rinvenne nell'archivio notarile di Rieti un documento che dimostrava definitivamente che la paternità dell'opera spettava ai fratelli Torresani.
L'affresco raffigura il Giudizio Universale: nella parete centrale svetta la figura di San Pietro martire attorniato da angeli e da alcuni santi (tra cui Santa Barbara, San Tommaso d'Aquino, Sant'Antonio abate e San Francesco d'Assisi); in basso dodici angeli suonano le trombe mentre altri due leggono le sentenze («venite benedicti», «discedite a me maledicti»). Nella parete di sinistra è dipinto il destino dei probi (la resurrezione) e nella parete di destra quello dei dannati (la caduta nella barca di Caronte).
Sulla destra è presente un ulteriore affresco, anch'esso eseguito nel 1552 da Bartolomeo Torresani, che raffigura San Pietro Martire.
Normalmente l'oratorio affrescato non è fruibile perché, seppur adiacente alle mura della chiesa, insieme al convento ed al chiostro fa parte della Caserma Attilio Verdirosi (sede della Scuola interforze per la difesa nucleare, biologica e chimica del Ministero della difesa) dove è utilizzata come cappella militare. Viene aperta al pubblico solo in poche occasioni particolari e con il benestare dei responsabili della caserma.
Nel corso del tempo l'oratorio ha avuto diversi utilizzi: nel 1907 fu restaurato da Giuseppe Colarieti Tosti ed adibito a deposito di attrezzi e lettighe della Pubblica Assistenza; successivamente il comune lo cedette alla Società Dante Alighieri che vi stabilì la propria sede; infine, con l'istituzione della scuola allievi sottufficiali all'interno della Caserma Verdirosi, l'oratorio entrò a far parte di quest'ultima. Per via del suo grande valore artistico si discute da tempo di trovare un accordo per consentirne il libero accesso ai turisti, ma a causa dell'adiacenza di uffici strategici della caserma, dopo l'11 settembre, i nuovi regolamenti di sicurezza costrinsero ad abbandonare questa ipotesi.